# 2010年國際足協世界盃外圍賽
在2010年世界盃外圍賽中，國際足協六大洲足協（亞洲、非洲、大洋洲、歐洲、中北美洲及南美洲）分配出32個參加2010年世界盃決賽周參賽席位，再根據各洲實力決定出每個洲份的出線球隊，分配如下。：
- 歐洲 - 53支參賽隊伍，13個出線席位
- 非洲 - 53支參賽隊伍，6個出線席位(包括南非以主辦國身分直接出線決賽周）
- 南美洲 - 10支參賽隊伍，4.5個出線席位
- 亞洲 - 43支參賽隊伍，4.5個出線席位
- 中北美洲及加勒比海 - 35支參賽隊伍，3.5個出線席位
- 大洋洲 - 10支參賽隊伍，0.5個出線席位

除了歐洲區及非洲區獲得一定的出線席位之外，其餘四個洲必須透過附加賽決定出最後兩個參加決賽周的參賽席位，兩個參賽席位其一由南美洲區外圍賽第5名與中北美洲及加勒比海區外圍賽第4名爭奪；其二由亞洲區外圍賽第5名與大洋洲區外圍賽冠軍爭奪。 
本屆世界盃外圍賽破紀錄有208個國際足協會員中的204個足球協會參加，只有亞洲足協的汶萊、老撾、菲律賓未報名参赛，大洋洲足協的巴布亞新畿內亞被國際足協禁賽。由於非洲區外圍賽同時為2010年非洲國家盃外圍賽，因此主辦國南非需要參加世界盃非洲區外圍賽取得非洲國家盃参赛资格。
外圍賽由2007年8月25日開始，至2009年11月18日全部結束，共產生32支決賽週參賽隊伍。

## 出線隊伍
| 球隊       | 出線形式                                | 出線日期       | 出席次數 | 連續出席 | 上次出席 | 最佳成績                                       | 世界排名 |
| ---------- | --------------------------------------- | -------------- | -------- | -------- | -------- | ---------------------------------------------- | -------- |
| 南非       | 主辦國                                  | 2004年5月15日  | 3次      | 2次      | 2002年   | 分組賽（1998年、2002年）                       | 73       |
|            | 亞洲區第四圈第一組首名                  | 2009年6月6日   | 3次      | 2次      | 2006年   | 十六強（2006年）                               | 14       |
| 日本       | 亞洲區第四圈第一組次名                  | 2009年6月6日   | 4次      | 4次      | 2006年   | 十六強（2002年）                               | 40       |
|            | 亞洲區第四圈第二組首名                  | 2009年6月6日   | 8次      | 7次      | 2006年   | 第四名（2002年）                               | 49       |
| 荷蘭       | 歐洲區第九組首名                        | 2009年6月6日   | 9次      | 2次      | 2006年   | 亞軍（1974年、1978年）                         | 3        |
|            | 亞洲區第四圈第二組次名                  | 2009年6月17日  | 2次      | 1次      | 1966年   | 半準決賽（1966年）                             | 90       |
| 巴西       | 南美洲區首名                            | 2009年9月5日   | 19次     | 19次     | 2006年   | 冠軍（1958年、1962年、1970年、1994年、2002年） | 1        |
|            | 非洲區第三圈D組首名                     | 2009年9月6日   | 2次      | 2次      | 2006年   | 十六強（2006年）                               | 32       |
| 英格兰     | 歐洲區第六組首名                        | 2009年9月9日   | 13次     | 4次      | 2006年   | 冠軍（1966年）                                 | 7        |
| 西班牙     | 歐洲區第五組首名                        | 2009年9月9日   | 13次     | 9次      | 2006年   | 第四名（1950年）                               | 2        |
| 巴拉圭     | 南美洲區第三名                          | 2009年9月9日   | 8次      | 4次      | 2006年   | 十六強（1986年、1998年、2002年）               | 23       |
|            | 非洲區第三圈E組首名                     | 2009年10月10日 | 2次      | 2次      | 2006年   | 分組賽（2006年）                               | 20       |
| 德国       | 歐洲區第四組首名                        | 2009年10月10日 | 17次     | 15次     | 2006年   | 冠軍（1954年、1974年、1990年）                 | 4        |
| 丹麦       | 歐洲區第一組首名                        | 2009年10月10日 | 4次      | 1次      | 2002年   | 半準決賽（1998年）                             | 16       |
| 塞爾維亞   | 歐洲區第七組首名                        | 2009年10月10日 | 11次     | 2次      | 2006年   | 第四名（1930年、1962年）                       | 13       |
| 義大利     | 歐洲區第八組首名                        | 2009年10月10日 | 17次     | 13次     | 2006年   | 冠軍（1934年、1938年、1982年、2006年）         | 4        |
| 智利       | 南美洲區次名                            | 2009年10月10日 | 8次      | 1次      | 1998年   | 季軍（1962年）                                 | 21       |
| 墨西哥     | 中北美洲及加勒比海區次名                | 2009年10月10日 | 14次     | 5次      | 2006年   | 半準決賽（1970年、1986年）                     | 24       |
| 美国       | 中北美洲及加勒比海區首名                | 2009年10月10日 | 9次      | 6次      | 2006年   | 季軍（1930年）                                 | 11       |
| 瑞士       | 歐洲區第二組首名                        | 2009年10月14日 | 9次      | 2次      | 2006年   | 半準決賽（1934年、1938年、1954年）             | 15       |
| 斯洛伐克   | 歐洲區第三組首名                        | 2009年10月14日 | 1次      | 1次      | 首次晉級 | 首次晉級                                       | 45       |
| 阿根廷     | 南美洲區第四名                          | 2009年10月14日 | 15次     | 10次     | 2006年   | 冠軍（1978年、1986年）                         | 8        |
|            | 中北美洲及加勒比海區第三名              | 2009年10月14日 | 2次      | 1次      | 1982年   | 分組賽（1982年）                               | 42       |
| 新西兰     | 亞洲區/大洋洲區附加賽勝方               | 2009年11月14日 | 2次      | 1次      | 1982年   | 分組賽（1982年）                               | 83       |
| 奈及利亞   | 非洲區第三圈B組首名                     | 2009年11月14日 | 4次      | 1次      | 2002年   | 十六強（1994年、1998年）                       | 32       |
| 喀麦隆     | 非洲區第三圈A組首名                     | 2009年11月14日 | 6次      | 1次      | 2002年   | 八強（1990年）                                 | 14       |
| 阿尔及利亚 | 非洲區第三圈C組首名                     | 2009年11月18日 | 3次      | 1次      | 1986年   | 分組賽（1982年、1986年）                       | 29       |
| 希腊       | 歐洲區附加賽勝方                        | 2009年11月18日 | 2次      | 1次      | 1994年   | 分組賽（1994年）                               | 16       |
| 斯洛維尼亞 | 歐洲區附加賽勝方                        | 2009年11月18日 | 2次      | 1次      | 2002年   | 分組賽（2002年）                               | 49       |
| 葡萄牙     | 歐洲區附加賽勝方                        | 2009年11月18日 | 5次      | 3次      | 2006年   | 季軍（1966年）                                 | 10       |
| 法國       | 歐洲區附加賽勝方                        | 2009年11月18日 | 13次     | 4次      | 2006年   | 冠軍（1998年）                                 | 9        |
| 乌拉圭     | 中北美洲及加勒比海區/南美洲區附加賽勝方 | 2009年11月18日 | 11次     | 1次      | 2002年   | 冠軍（1930年、1950年）                         | 25       |

## 晋级形势总览

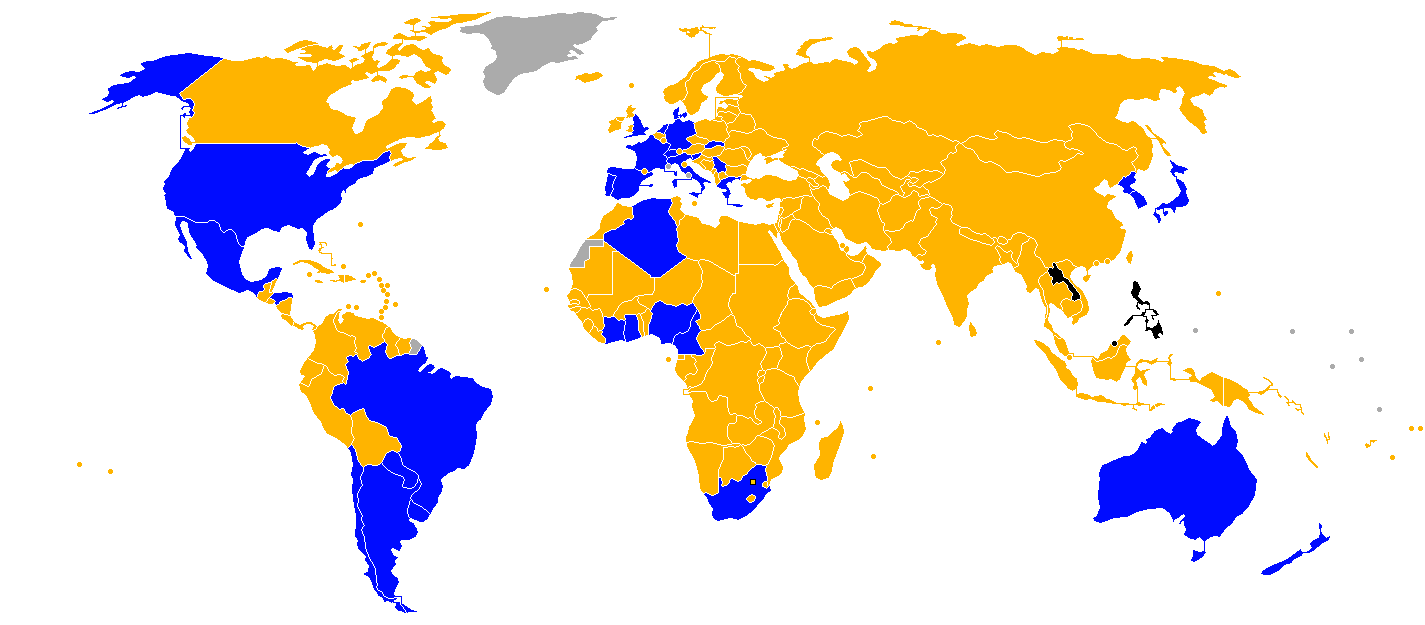
晉級形勢截止2009年11月18日

|  | 取得參加世界盃比賽資格     |
|  | 未能取得參加世界盃比賽資格 |
|  | 沒有參加外圍賽             |
|  | 非FIFA會員                 |

| 大洲               | 參與外圍賽球隊 | 出線席位 | 外圍賽結束日期 |
| ------------------ | -------------- | -------- | -------------- |
| 歐洲               | 53             | 13       | 2009年11月18日 |
| 非洲               | 52+1h          | 5+1h     | 2009年11月18日 |
| 南美洲             | 10             | 4或5     | 2009年11月18日 |
| 亞洲               | 43             | 4或5     | 2009年11月14日 |
| 中北美洲及加勒比海 | 35             | 3或4     | 2009年11月18日 |
| 大洋洲             | 10             | 0或1     | 2009年11月14日 |
| 整體               | 203+1h         | 31+1h    | 2009年11月18日 |

h=主辦國

## 歐洲區
2010年世界盃足球賽歐洲外圍賽將於2008年8月20日，即歐洲國家杯結束後展開。歐洲區外圍賽53隊共分為九組，爭奪13個出線席位，其中八組為六隊組成，餘下一組有五隊。每隊互相對賽，採取主客雙循環賽制，勝出得3分，和得1分，負得0分。按各隊於分組賽的總得分排列，每組首名直接晉身2010年世界盃決賽周，而第1至第9組之中的8隊成績最佳的次名隊伍將會再進行抽籤，然後進行兩回合附加賽決定最終四隊出線決賽周隊伍。

## 非洲區
2010年世界盃非洲區外圍賽於2008年5月30日開始，根據2007年7月的世界排名，非洲區排名最低的10支隊伍將要由第一階段開始角逐，會以主客兩回合制形式進行。勝出的5支隊伍將連同另外43隊進入第二階段分組賽（包括主辦國南非），分為12組，每組首名及最佳8支次名，一共20隊進入第三階段，分為5組，每組4隊，各組首名將可參加2010年世界盃足球賽決賽周。

## 南美洲區
2010年世界盃足球賽南美洲外圍賽已於2007年10月13日展開。南美洲區外圍賽由南美洲足球協會主辦，是透過賽事以決定南美洲的球隊參加2010年世界盃決賽周。外圍賽以雙循環賽模式進行，共10支球隊以雙循環作賽，小組首4名可直接晉身2010年世界盃足球賽的決賽周。第5名須與中北美洲及加勒比海區第4名進行兩回合的附加賽。

## 亞洲區
2010年世界盃足球賽亞洲區外圍賽已於2007年10月8日展開。共有 43 隊參加本屆世界盃亞洲區外圍賽。參加上屆世界盃的五支球隊（澳洲、伊朗、日本、韓國）直接進入第三圈分組賽。其餘38支隊伍先進行第一圈資格賽，賽事於10月8日和28日舉行。首圈 19 支晉級的球隊中，其中排名最前的 11 隊可進入第三圈分組賽，而排名最低的8隊會進行附加賽再淘汰4隊。球隊晉級後會再抽籤參加第三圈分組賽，爭逐外圍賽最後階段10強賽的參賽資格。在10強賽中每組的前 2 名可晉級決賽週，兩支小組第 3 名隊伍再進行兩回合附加賽，勝出的隊伍將同大洋洲冠軍爭奪一個決賽週參賽席位。

## 中北美洲及加勒比海區
2010年世界盃足球賽中北美洲及加勒比海區於2008年2月4日正式展開，一共有 35 隊參與角逐，是次賽事共分為四圈。根據2007年5月的世界排名，中北美洲區的頭 12 名與聖文森特和格林納丁斯共 13 隊可直接進入第二圈，其餘 22 隊球隊抽籤進行兩回合制對壘，勝出的 11 隊將會進入第二圈。連同直接進入次圈的 13 支球隊再抽籤進行兩回合對壘，勝出的 12 隊可晉身分組賽階段。 12 隊分成 3 組，每組4隊進行雙循環對壘（勝出得3分、和局各得1分、負方無分），每組首、次名晉級決賽階段。6支球隊進行雙循環對壘，頭 3 名直接晉身2010年世界盃足球賽決賽周，第 4 名則需與南美洲區的第 5 名以主客兩回合制的附加賽爭奪決賽周一席位。

## 大洋洲區
2010年世界盃足球賽大洋洲區外圍賽共分為 3 圈。紐西蘭是種子球隊，可直接進入決賽圈賽事。在第一圈，其餘的 10 隊被分為兩組，每組共 5 支球隊，進行 4 場對賽，此圈所有賽事勻會在薩摩亞進行，兩組的第 1 名及第 2 名晉級第二圈階段。第二圈是第一圈晉級的 4 支球隊將進行淘汰賽，最後首 2 名及季軍戰勝出者將晉身至決賽圈。決賽圈會以小組雙循環賽形式進行，是由第二圈晉級的 3 支球隊加上種子隊的紐西蘭對賽。最後獲得小組首名的隊伍可得到出線權，並且將會奪得2008年大洋洲國家盃冠軍。